# 스트레스 요인
스트레스 요인(stress要因, stressor)은 스트레스를 일으키는 물질이나 조건을 가리킨다. 스트레스 요인은 화학적 또는 생물학적 작용제, 환경 조건, 외부 자극 또는 유기체에 스트레스를 주는 것으로 보이는 사건이다. 심리적으로 말하면, 스트레스 요인은 개인이 개인의 안전을 요구하고 도전하고 위협할 수 있는 사건이나 환경일 수 있다.

## 준비반응가설
준비반응가설(preparatory response hypothesis)의 기본 개념은 유기체가 사전에 정보를 받고 생물체가 생물학적으로 그것을 준비할 수 있기 때문에 사건에 대비할 수 있다는 것이다. 이 사건을 생물학적으로 미리 준비 할 때, 개인은 사건의 혐오감을 더 줄일 수 있다. 잠재적 스트레스 요인(예: 시험)이 언제 발생하는지 알면 이론적으로 개인이 사전에 준비할 수 있으므로 해당 이벤트로 인해 발생할 수 있는 스트레스를 줄일 수 있다.

## 안전 가설
안전 가설(Safety hypothesis)에는 두 가지 기간이 있는데, 하나는 안전하다고 간주(스트레스가 없는 경우)되는 기간과 다른 하나는 안전하지 않은 것으로 간주되는 기간(스트레스가 존재하는 경우)이다. 이것은 지연 및 벼락치기와 유사하다. 안전 간격(시험 전 주)동안 개인은 편안하고 불안하지 않고 안도해 할 수 있으며, 안전하지 않은 간격(시험 전날 전) 동안 개인은 스트레스와 불안을 경험할 가능성이 가장 높다.

## 같이 보기
- 체계적 둔감화
- 취약성-스트레스 모델